# Szunyogdi
Szunyogdi (másutt Szúnyogdi, szlovákul Komárov, németül Muckendorf) Pozsonypüspöki településrésze Szlovákiában.

## Fekvése
A Kis-Duna jobb partján fekvő település, Pozsony történelmi magjától délkeletre, a Csallóköz peremén.

## Története
Eredetileg önálló, Duna-parti katolikus falu Pozsony vármegyében, Vereknye és Pozsonypüspöki között.
Vályi András szerint "SZUNYOGDI. Münchendorf. Magyar falu Pozsony Várm. földes Ura Kárdinális H. Batthyáni ő Eminentziája, ’s a’ Püspöki Uradalomhoz tartozik, lakosai katolikusok, fekszik az É. Újvári Ág Dunának eredeténél, ’s lefolyásánál, Püspökihez nem meszsze, mellynek filiája; határja középszerű, réttyei tsekélyek, legelője hasznos, gyümöltseikből is szép hasznot vesznek, jó áron eladván azokat egyéb vagyonnyaikkal egygyütt Pozsonyban egygy órányira."
Fényes Elek szerint "Szunyogdi, m. f. Poson vmegyében, Püspöki tőszomszédságában: 338 kathol. lak., sok gyümölcscsel. Földje kevés, de erdeje meglehetős. F. u. az esztergomi érsek. Ut. posta Poson."
A trianoni békeszerződés nyomán Csehszlovákiához került. 1921-ben az első csehszlovák népszámláláson 719 lakos találtatott, közülük 83% magyar.
1944-ben a szomszédos Pozsonypüspökihöz csatolták, majd pedig 1972-ben e település részeként Pozsony városához. Területe ma Püspöki közigazgatása alá tartozik.

## Népessége
1828-ban 47 házában 341 lakos élt. 1855-ben 383, 1884-ben 481 lakosa volt.
Az 1890-es népszámlálás szerint 467 lakosa volt, 100%-ban magyar anyanyelvűek, 1910-ben 532 (97% magyar).

## Nevezetességei
- Szent Józsefnek szentelt római katolikus temploma 1640-ben épült, ma a Kazanská utcán áll.